# 小行星6764
小行星6764（英語：6764 Kirillavrov）是一颗围绕太阳公转的小行星。1981年10月7日，柳德米拉·切爾尼赫在克里米亚发现了此天体。
这颗小行星的绝对星等为242.36997等。